# 目黑川
目黑川（日语：／）是東京都流經世田谷區、目黑區與品川區，最後注入東京灣的河川。為二級水系的主流。
河口附近自古以來稱為「品川」（しながわ）。在灣岸開發以前，河口附近河道彎曲，流速合緩，因此成為港口，是物品來來往往的河川因而稱為「品川」。
另外，從江戶時代的繪圖，其上游下目黑附近稱作「こりとり川」。「こりとり」意為「垢離取り」，源自於在此川潔淨自身的目黑不動尊。

## 地理

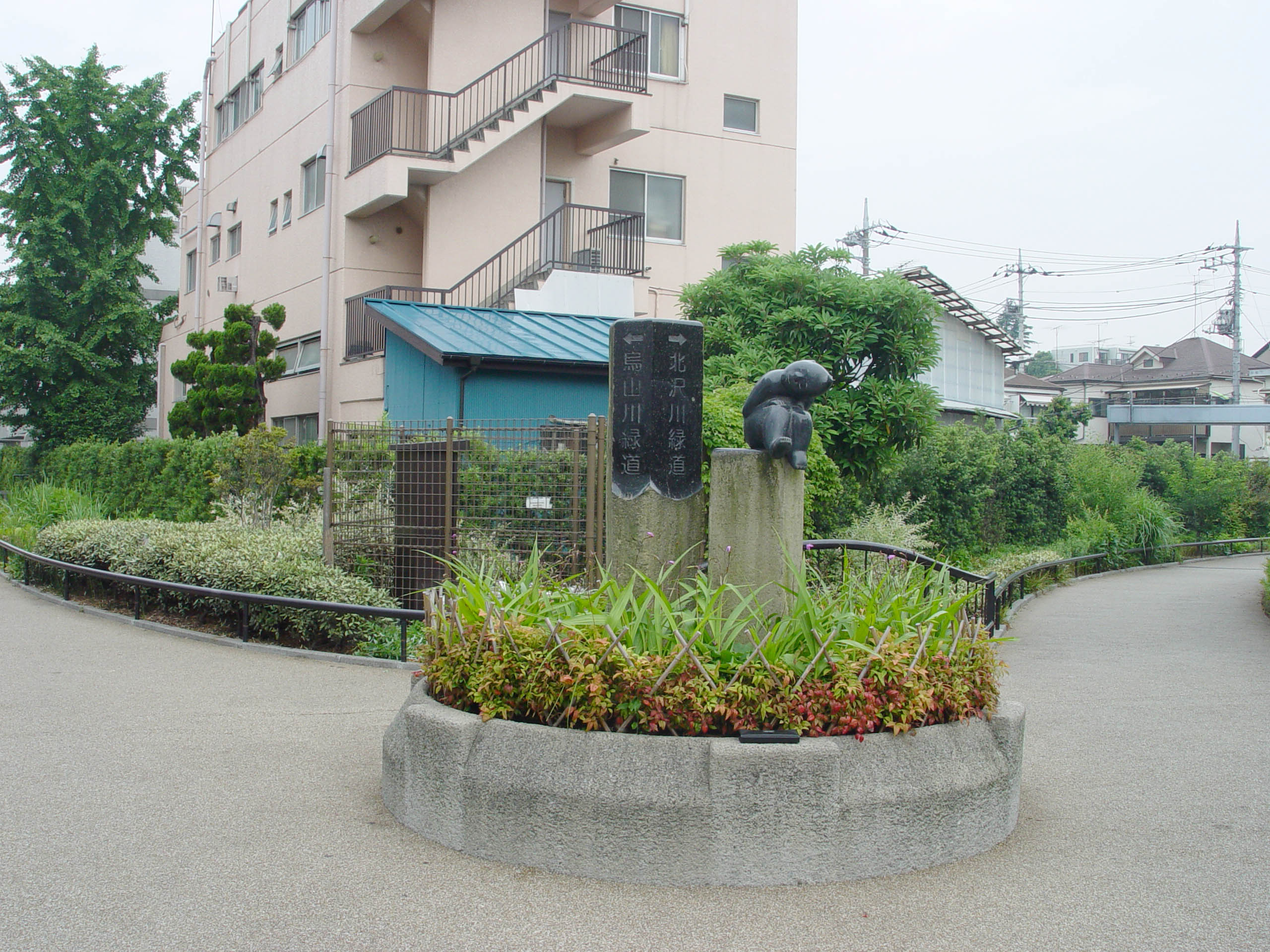
目黑川起點。右邊是北澤川，左邊是烏山川匯流處。

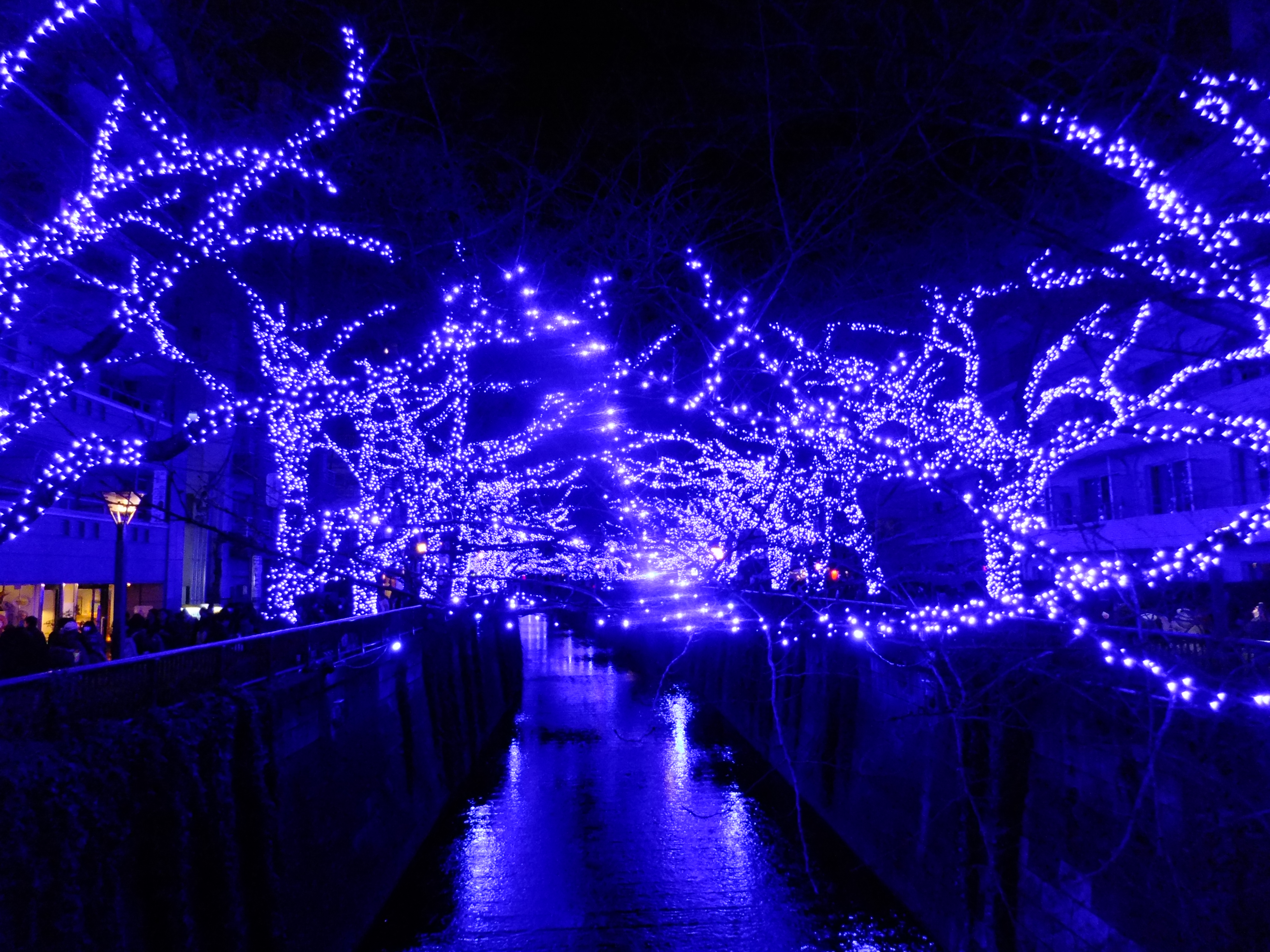
2014年年末中目黑附近的目黑川點燈。

目黑川起於東京都世田谷區三宿東仲橋付近的北澤川與烏山川匯流處，一路往東南流至品川區天王洲島站附近注入東京灣。
起點（北澤川與烏山川匯流處）至國道246號大橋的600公尺區間已暗渠化，地表已整備為具有人工水流的綠道（目黑川綠道），可見花嘴鴨、鯉魚、小龍蝦等多種生物。現在，作為「清流復活事業」的一部分，目黑川的水大多透過新宿區东京都下水道局落合水再生中心進行水質處理。
目黑區河岸邊種滿櫻花樹，花開時期吸引大量民眾前來觀賞，是非常知名的賞花景點。

## 經過的自治體
- 東京都
  - 世田谷區、目黑區、品川區

## 支流
全已暗渠化，上方大多整備為綠道。
- 北澤川（日语：北沢川 (東京都)）（北澤用水）
世田谷代田站南方至烏山川匯流處，因世田谷區推動的「接觸水邊事業」，地表已整備為具有人工水流的綠道（目黑川綠道）。
- 烏山川（日语：烏山川）（烏山用水）
與北澤川同為世田谷區的綠道整備對象。
- 空川
未整備為綠道。主要水源地整備為駒場野公園（日语：駒場野公園）。
- 蛇崩川（日语：蛇崩川）
- 谷戶前川
- 羅漢寺川
部分區段整備為綠道。綠道可見數處湧水。主要水源地在目黑區清水的清水稻荷附近。

## 橋梁
- 東仲橋（跡）

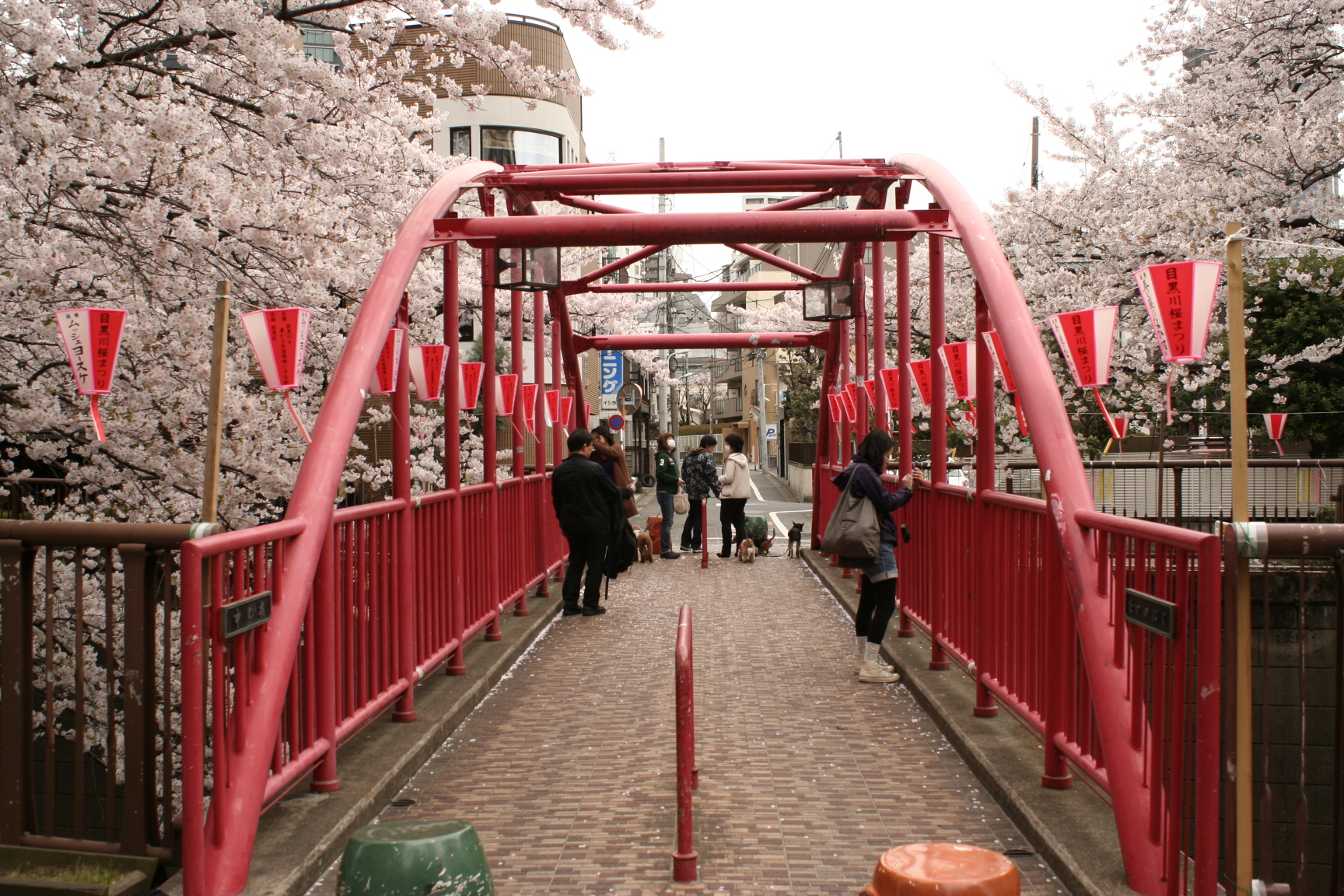
中之橋（行人橋）

- 大橋（日语：大橋 (目黒川)） - 國道246號（玉川通）與首都高速3號澀谷線。此處上游已暗渠化。
- 常盤橋
- 萬代橋
- 冰川橋
- 東山橋
- 目黑橋 - 東京都道317號環狀六號線（山手通）
- 中之橋
- 南部橋
- 柳橋
- 千歲橋
- 天神橋
- 朝日橋
- 宿山（しゅくやま）橋
- 櫻橋
- 別所橋

- （鐵道橋） - 東急東橫線與日比谷線
- 日之出橋
- 寶来橋

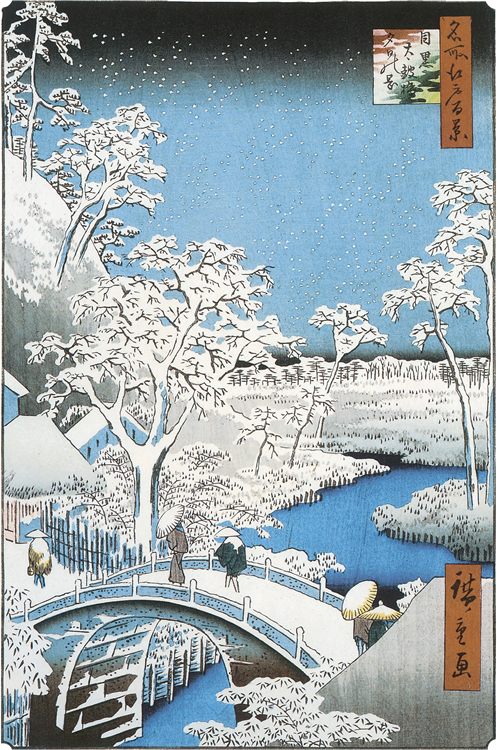
歌川廣重 『名所江戶百景目黑太鼓橋 夕日之岡』 1857年（安政4年）。

- 皂樹（さいかち）橋 - 東京都道416号古川橋二子玉川線（日语：東京都道416号古川橋二子玉川線）（駒沢通り）
- 田樂橋
- 中目（なかめ）公園橋
- 中里橋
- 田道（でんどう）橋
- 接觸（ふれあい）橋

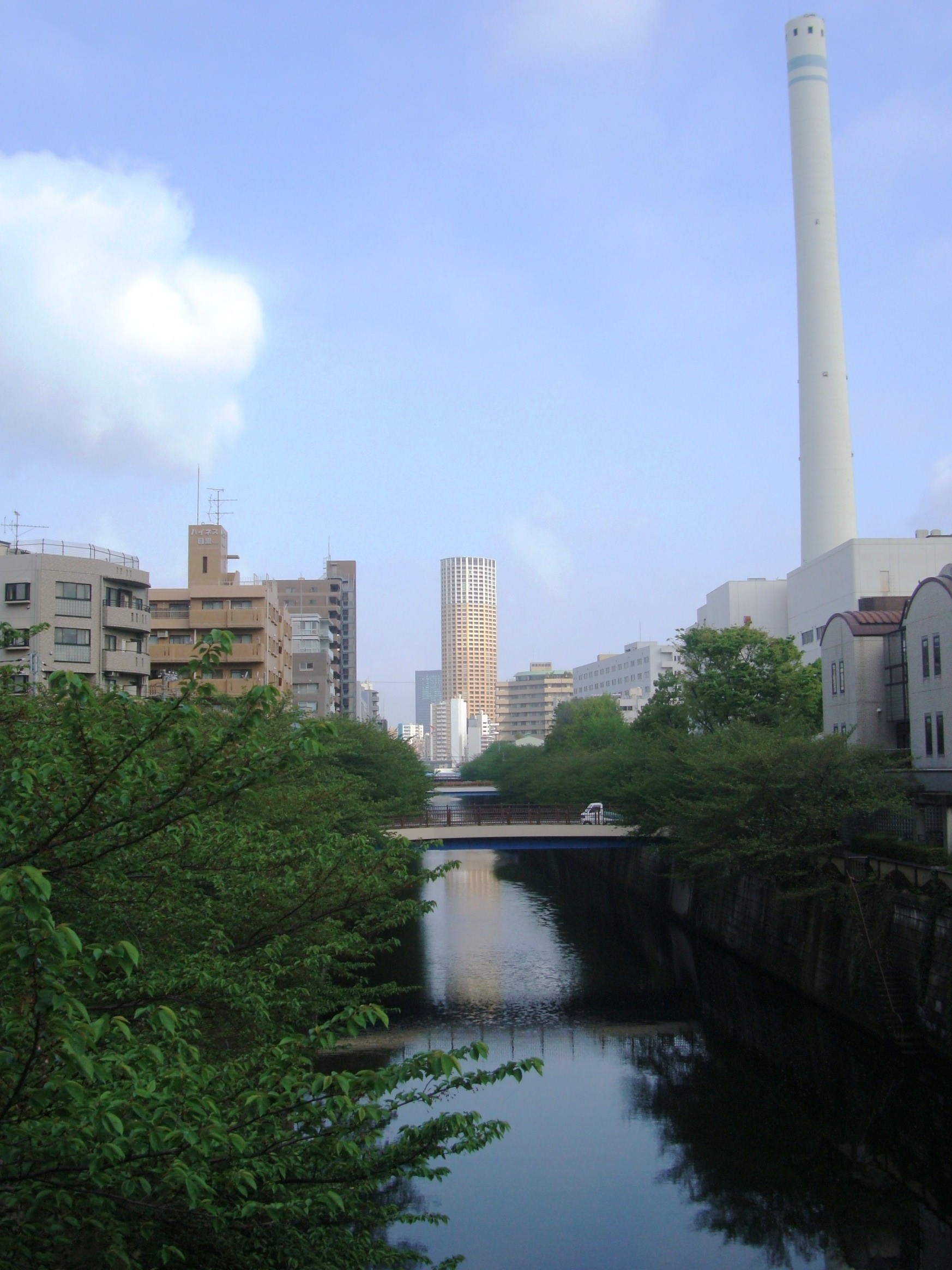
目黑區目黑目黑新橋

- 目黑新橋 - 東京都道312號白金台町等等力線（目黑通）
- 太鼓橋（日语：太鼓橋 (目黒区)）
- （鐵道橋） - 東急目黑線
- 龜之甲橋
- 市場橋
- 谷山橋 - 東京都道418號北品川四谷線及首都高速2號目黑線 東急池上線鐵橋
- 本村橋
- 五反田大橋 - 國道1號（櫻田通）

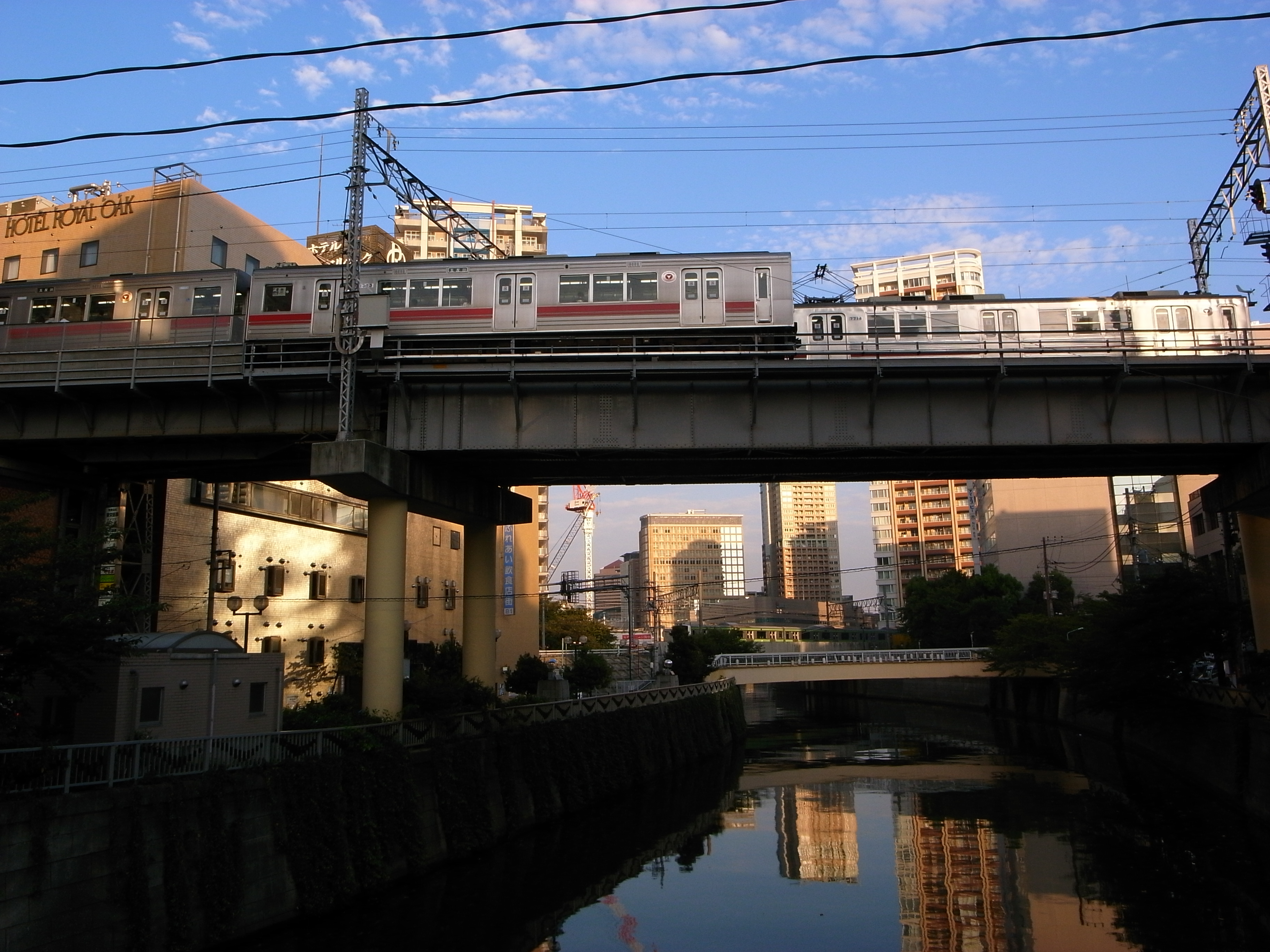
東急池上線鐵橋

- 大崎橋 - 東京都道317號環狀六號線（山手通）
- （鐵道橋） - 東急池上線
- 接觸（ふれあい）K字橋
- 上目黑川橋梁 - JR山手線及山手貨物線
- 山本橋
- 御成橋 - 早上8點30分與9點〜晚上9點的每小時進行灑水，水源來自东京都下水道局芝浦水再生中心。晚上有點燈。
- 鈴懸步道橋
- 小關步道橋
- 森永橋
- 居木橋 - 山手通
- （鐵道橋） - JR山手線等
- 御嶽橋
- （鐵道橋） - JR東海道線及京濱東北線
- 要津橋
- 東海橋 - 國道15號（第一京濱）
- （鐵道橋） - 京急本線新馬場站。
- 荏川橋 - 荏川橋至品川橋的河岸種植櫻花樹，是賞櫻景點。
- 鎮守橋 - 荏原神社（日语：荏原神社）參道。
- 品川橋 - 舊東海道
- 新品川橋
- 洲崎橋
- 昭和橋 - 東京都道316號日本橋芝浦大森線（海岸通）
- 島（アイル）橋 - 東品川海上公園（日语：東品川海上公園）內
- 東品川橋 - （天王州通）

## 歌曲和目黒川
| 公表年 | 歌手名   | 曲名     | 収録专辑名        |
| ------ | -------- | -------- | ----------------- |
| 2002年 | KAB.     | 目黒川   | 向日葵            |
| 2004年 | 奥井亜紀 | 目黒川   | cyclong           |
| 2010年 | miwa     | めぐろ川 | don't cry anymore |

## 備註
1. ↑  山本和夫『目黒区史跡散歩』学生社、1992年、p73
2. ↑  .   [2016-04-04]. （原始内容存档于2020-11-08）.

## 外部連結
- 綠道 - 世田谷區 （页面存档备份，存于） - 烏山川綠道、北澤川綠道、目黑川綠道